# Авъл Габиний Секунд
Вижте пояснителната страница за други личности с името Авъл Габиний Секунд.
Авъл Габиний Секунд (на латински: Aulus Gabinius Secundus) е политик и сенатор на ранната Римска империя.

## Политическа кариера
През 35 г. той е суфектконсул заедно с Децим Валерий Азиатик. В началото на управлението на Клавдий през 41 г. Габиний е легат на войската в Долна Германия и води успешен поход против хавките (chauci) между Елба и Емс на брега на Северно море. Клавдий получава титлата imperators. Габиний е награден с правото да носи името Хавк (Chaucius).